# Waikato Environment for Knowledge Analysis
Weka (Waikato Environment for Knowledge Analysis) ist eine Software, die verschiedene Techniken aus den Bereichen Maschinelles Lernen und Data-Mining bereitstellt. Das Programm wurde an der University of Waikato entwickelt und ist in Java geschrieben. Es handelt sich um eine frei verfügbare Software, die unter der GNU General Public License steht.
Die Software ist integraler Bestandteil des Buches Data Mining: Practical Machine Learning Tools and Techniques von Ian H. Witten, Eibe Frank und Mark A. Hall, des englischsprachigen Standardwerkes zum Thema Maschinelles Lernen. Die Software wurde von der Association for Computing Machinery 2005 mit dem „SIGKDD Service Award“ ausgezeichnet für den hohen Beitrag zur Forschung unter anderem durch Bereitstellung der Quelltexte als Open Source.
Weka ist bekannt für seine Vielzahl von Klassifikatoren wie Bayes-Klassifikatoren, künstliche neuronale Netze, Support-Vector-Maschinen, Entscheidungsbäume, ID3-, C4.5- aber auch Meta-Klassifikatoren, Boosting und Ensembles. In anderen Data-Mining-Bereichen wie der Clusteranalyse werden nur die grundlegendsten Verfahren wie der k-Means-Algorithmus und der EM-Algorithmus angeboten.

## Beschreibung
Die Workbench von WEKA untergliedert sich in folgende Bereiche:
- Vorverarbeitung:
Erlaubt insbesondere die Auswahl der zu analysierenden Attribute
- Klassifikation
- Clusteranalyse
- Assoziationsanalyse
- Attributauswahl:
Ermittelt die zur Klassifikation hilfreichsten Attribute der Daten
- Visualisierung